# Guvernoratul Irbid
Irbid sau Irbed (arabă: إربد‎) este unul din guvernoratele Iordaniei și se află la nord de capitala statului, Amman. Capitala acestui guvernorat este orașul Irbid. Este al doilea cel mai populat guvernorat din Iordania, dar și cel cu cea mai mare densitate a populației.

## Istorie
Irbidul se distingea prin civilizațiile Greacă, Romană și Islamică care au lăsat în urma lor situri istorice și arheologice. Orașe grecești și romane cum ar fi Arabella (Irbid), Capitolias (Beit–Ras), Dion (Al Hisn) care conține dealul artificial roman și micul lac roman (rezervor de apă), Gadara (um Qais), Pella (Tabeqt Fahel) și Abila (Qwailbeh) au fost stabilite. Acestea au fost membri ai Decapolis: un pact care constă din cele zece orașe romane din zonă. Gassanizii și-au stabilit țara în nordul Iordaniei, acoperind Irbid, Înălțimile Golan și  câmpiile Horan. Au fost descrise ca fiind cele mai frumoase țări siriene. De asemenea, aa asigurat proviziile soldaților islamici. Creștinismul s-a răspândit acolo în secolul al II-lea și al III-lea d.Hr.
Irbid a fost martor al civilizațiilor edomite și amonite. Semnificația sa s-a reflectat în perioada elenistică. Odată cu munca de convertire a islamului, armatele islamice de deschidere au obținut un progres. Ca urmare, Sharhabeel Bin Hasnaa a obținut o victorie islamică în anul 13 A.H.(634 d.Hr.). El a deschis Irbid, Beit-Ras și Umm Qais. Liderul islamic Abu Obideh Amer Bin Al-Jarrah a reușit să deschidă Pella. În 15 a.H. (636 d.Hr.) și în prim-planul acestor victorii, Khalid Bin Al-Walid a reușit să zdrobească armatele romane în lunga Bătălie de la Yarmouk. În consecință, el a reușit să pună capăt prezenței romane în zonă. În 583 a.H. (1187 d.Hr.), armatele lui Saladin au avansat la Hittin unde a avut loc cea mai feroce bătălie din istoria Cruciadelor, Această bătălie a fost urmată de recucerirea Ierusalimului și readucerea lui înapoi la suveranitatea islamică.
În timpul perioadei mameluce, Irbid a jucat un rol important ca punct de oprire pentru caravanele pelerinilor care veneau din Turcia, la nord de Irak și la sud de Rusia. A fost un important centru de comunicare și o poartă către Egipt, Hidjaz și  coasta  Palestinei, în special în timpul în care Irbid a fost legat de Damasc, care a avut un efect pozitiv asupra mișcării culturale și științifice din Irbid, după cum se menționează în scrierile istorice. În plus față de răspândirea unui număr de oameni de știință și savanți islamici în [[Jurisprudență|jurisprudență], expansiunea islamică a lăsat multe morminte ale tovarășilor profetului Mahomed, multe moschei și clădiri islamice, cum ar fi Dar Assaraya (fosta închisoare), care a fost transformată într-un muzeu, Moscheea Mameluk Hibras, Moscheea Mamluke Irbid și Moscheea Umayyed Saham.

## Geografie
Guvernoratul Irbid este situat în nord-vestul îndepărtat al Iordaniei, în bazinul râului Yarmouk și valea Iordanului. Cea mai mare parte a guvernoratului face parte din platoul Hawran, care acoperă nordul Iordaniei, ș1 sud-vestul Siriei, Irbid este situat la aproximativ 80 km distanță de  capitala Amman.
Guvernoratul se învecinează cu Siria (Înălțimile Golan) la nord, cu râul Iordan la vest, cu Guvernoratul Mafraq la est și cu Guvernoratul Jerash, Guvernoratul Ajloun și Guvernoratul Balqa la sud.

## Demografie

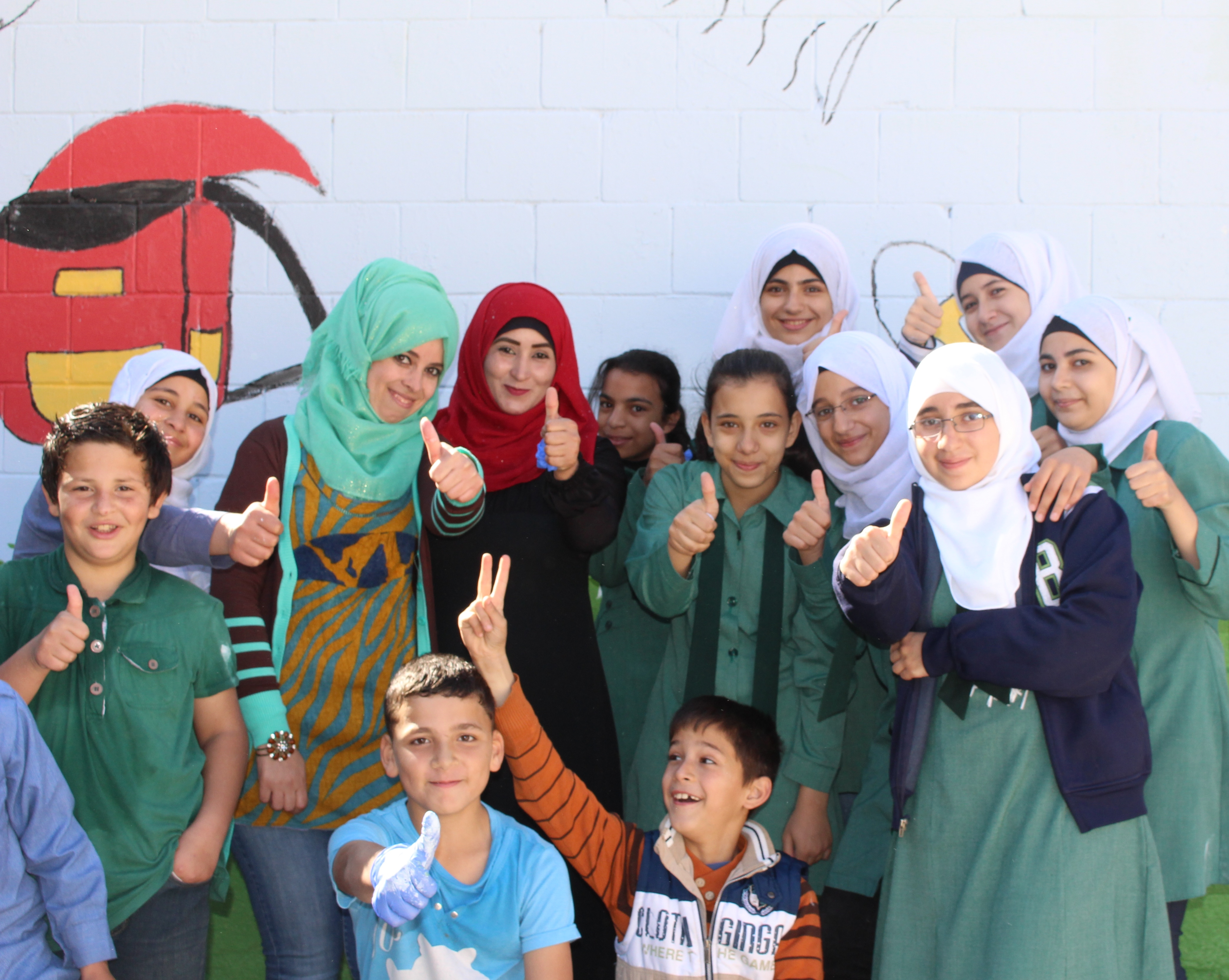
Copiii din guvernoratul Irbid

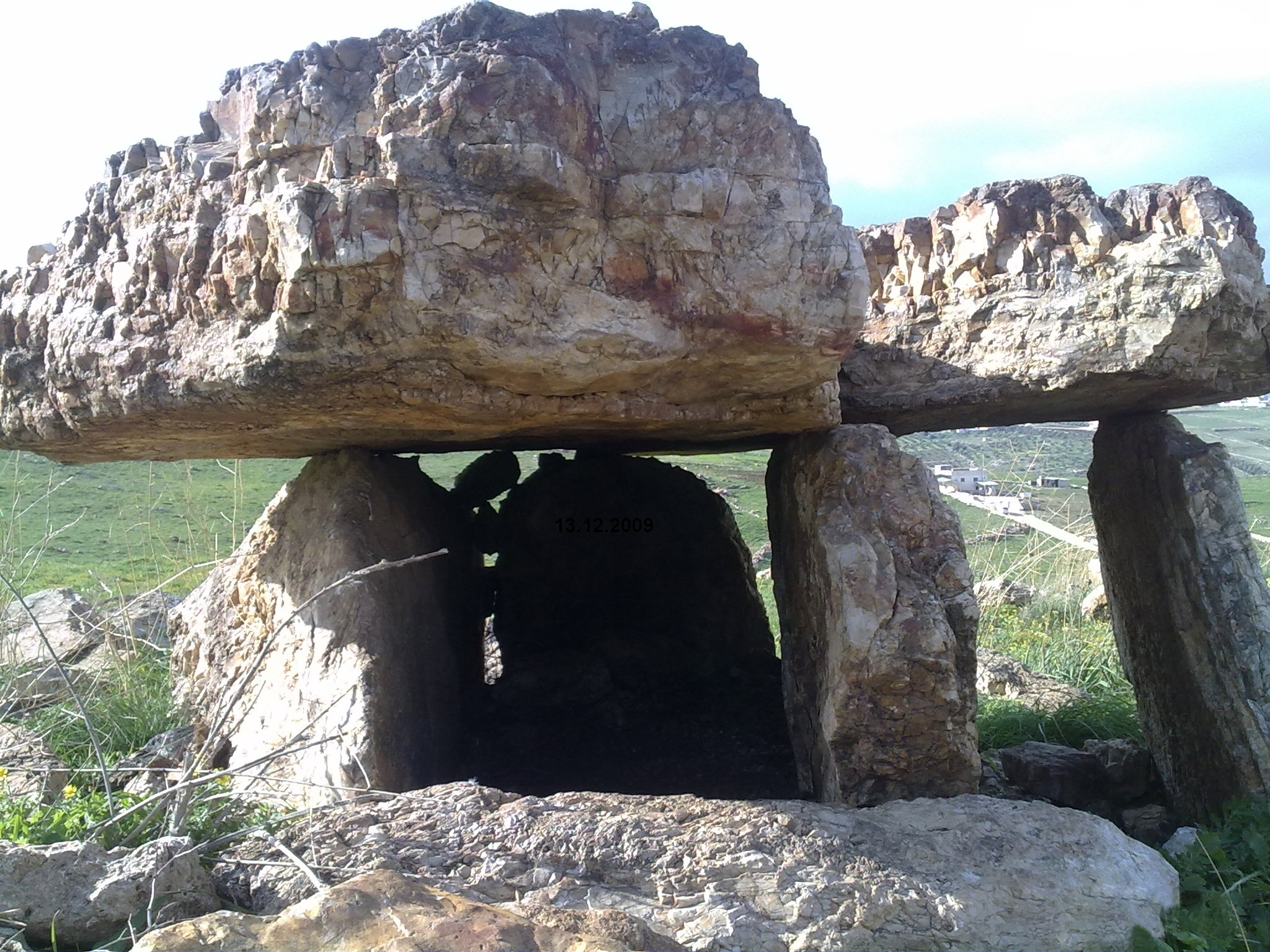
Un dolmen în satul antic Juhfieh

Datele demografice de la Recensământul național al Iordaniei din 2004 indică faptul că guvernoratul Irbid avea o populație de 928.292 de locuitori. Estimările arată o populație puțin peste un milion pentru anul 2009. Următorul recensământ era programat să aibă loc în 2014.
| Raportul dintre femei și bărbați             | 48.9% to 51.1% |
| Cetățeni iordanieni pentru cetățenii străini | 96.6% to 3.4%  |
| Populația urbană                             | 707.420        |
| Populația rurală                             | 220.872        |
| Populația totală                             | 928.292        |

Populația districtelor în conformitate cu  rezultatele recensământului:
| District                 | Populație (Recensământul din 1994) | Populație (Recensământul din 2004) | Populație Recensământul din 2015) |
| Guvernoratul Irbid       | 751,634                            | 928.292                            | 1.770.158                         |
| ------------------------ | ---------------------------------- | ---------------------------------- | --------------------------------- |
| Al-Āghwār ash-Shamāliyah | 78.355                             | 85.203                             | 122.330                           |
| Al-Kūrah                 | 71.513                             | 91.050                             | 161.505                           |
| Al-Mazār ash-Shamālī     | 35,651                             | 44,166                             | 78,427                            |
| Al-Wasṭīyah              | ...                                | 24,046                             | 42,571                            |
| Ar-Ramthā                | 79,304                             | 109,142                            | 238,502                           |
| Aṭ-Ṭaībah                | 23,847                             | 29,132                             | 51,501                            |
| Banī Kenānah             | 51,868                             | 76.398                             | 131.797                           |
| Banī 'Obeīd              | ...                                | 93.561                             | 204,313                           |
| Qaṣabah Irbid            | ...                                | 375.594                            | 739.212                           |

## Diviziuni administrative
Guvernoratul Irbid este numit după capitala și cel mai mare oraș. Acesta este împărțit în nouă departamente numite alweya, care este pluralul liwaa. Multe dintre aceste departamente se află în sfera de influență (și constituie districte) ale metropolei Irbid
|   | Department                          | Nume arab             | Populație (2004) | Centrul administrativ           |
| - | ----------------------------------- | --------------------- | ---------------- | ------------------------------- |
| 1 | Departamentul Capitală (Al-Qasabeh) | لواء القصبة           | 375.594          | Orașul Irbid                    |
| 2 | Departmentul Bani Obaid             | لواء بني عبيد         | 93,561           | Al Hisn                         |
| 3 | Departmentul Al-Mazar Al-Shamali    | لواء المزار الشمالي   | 44,166           | Al Mazar al Shamali             |
| 4 | Departmentul Ar-Ramtha              | لواء الرمثا           | 109,142          | Ar-Ramtha                       |
| 5 | Departmentul Bani Kinanah           | لواء بني كنانة        | 76,398           | Sama al-Rousan                  |
| 6 | Departmentul Koura                  | لواء الكورة           | 91,050           | Der Abi Saeed                   |
| 7 | Al-Aghwar Al Shamaliyyeh            | لواء الأغوار الشمالية | 85.203           | Shuna de Nord (الشونة الشمالية) |
| 8 | Departmentul Taybeh                 | لواء الطيبة           | 29.318           | Taybeh                          |
| 9 | Departmentul Wasatieh               | لواء الوسطية          | 24.046           | Kufr Asad                       |

## Orașe și sate

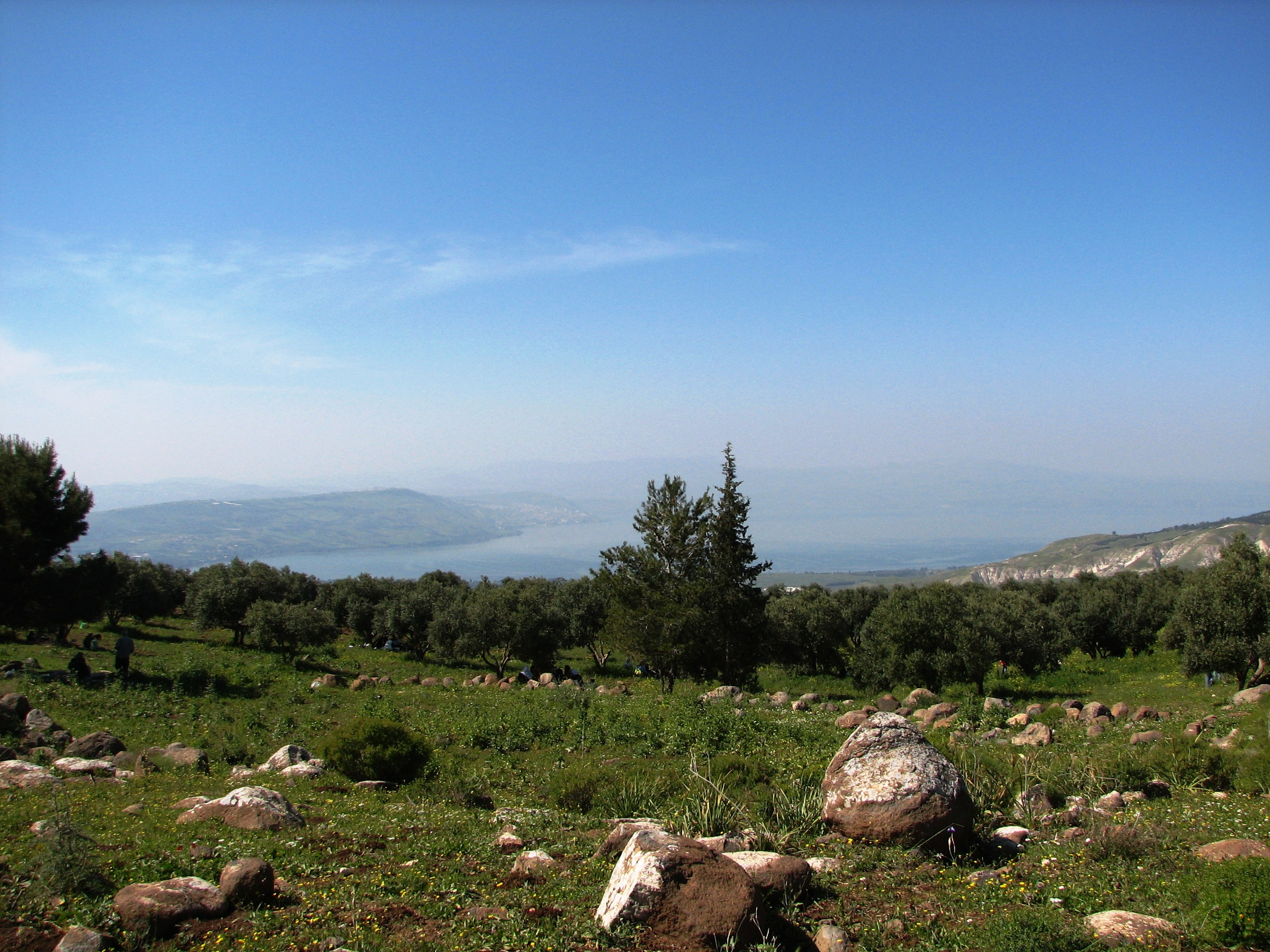
Vedere din nordul Irbidului asupra Mării Galileii

Irbid, „Mireasa Nordului”, este considerată unul dintre cele mai frumoase orașe iordaniene. Populația sa ajunge la aproximativ 650.000 (2008) și este situată pe un teren de câmpie, la 65 km. la nord de capitală, Amman. Este situat în partea de nord-vest a Regatului Hașemit al Iordaniei, înconjurat de terenuri agricole fertile din nord, est, vest și sud. Irbid a fost numit „Margareta” după floarea daisy, care crește în câmpiile sale. Irbid a fost martorul așezărilor umane din 5000 î.Hr., cum ar fi așezările civilizațiilor edomite, ghassanizi și arabii sudici.
- Ar-Ramtha, al doilea oraș ca mărime din guvernoratul Irbid.
- Umm Qais, sau (Gadara) așa cum a fost numit în perioada bizantină este cea mai populară destinație turistică din Guvernorat.
- Multe orașe și sate înconjoară orașul Irbid, inclusiv:

Shatana (شطنا), Hartha (حرثا), Ham قرية هام Kufr-Soum (كفرسوم), Al-Rafeed (ar:الرفيد (إربد)), Hibras (ar:حبراص (إربد)), Yubla (ar:يبلا (إربد)), Al-Taybeh (الطيبة), Habaka, Kufr-Rahta (كفر رحتا), Al-Mazar Al-Shamali, Bushra sau Bishra, Hareema (ar:حريما (إربد)), Kufrasad, Kufraan (كفر عان), Jumha, Kufryuba (كفر يوبا), Zahar, Qum, Sammou', Izmal, Kufrelma, Soum (ar:سوم (إربد)), Saydoor, Samma, Maru, Ibser Abu Ali, Assarieh, Aidoon, Al Hisn, Kitim, Beit Ras, Dowgarah, En-Nu'aymeh, Houfa Al-Westiyyah, Qumaim, Huwwarah, Imrawah, Sal, Samad, AshShajarah, Turrah (ar:الطرة (إربد)), Hatim, Melka, Foauta, Zoubia, Rehaba, Kharja, Dair Yousef, Kufor Kefia, Summer, E'nbeh (عنبة), Dair Esse'neh (ar:دير السعنة (إربد)), Mandah, Zabda, precum și orașul  Malka. există multe alte orașe și sate în guvernorat, cum ar fi Der Abi Saeed, Kufr 'Awan și Kufr Rakeb.

## Economie
Există trei zone industriale calificate (QIZ) în guvernoratul Irbid: Prince Hasan Industrial City, Cyber City și Jordan River Crossing City. Valoarea exporturilor nete ale Prince Hasan Industrial City a ajuns la 274 milioane dolari SUA în 2001, beneficiind de statutul său de zonă industrială calificată (QIZ). Îmbrăcămintea, produsele chimice și electronicele au constituit principalele sale exporturi.
Irbid se află în partea de sus a regiunilor agricole iordaniene, în special în producția de citrice, măsline, grâu și  miere de albine.

## Galerie

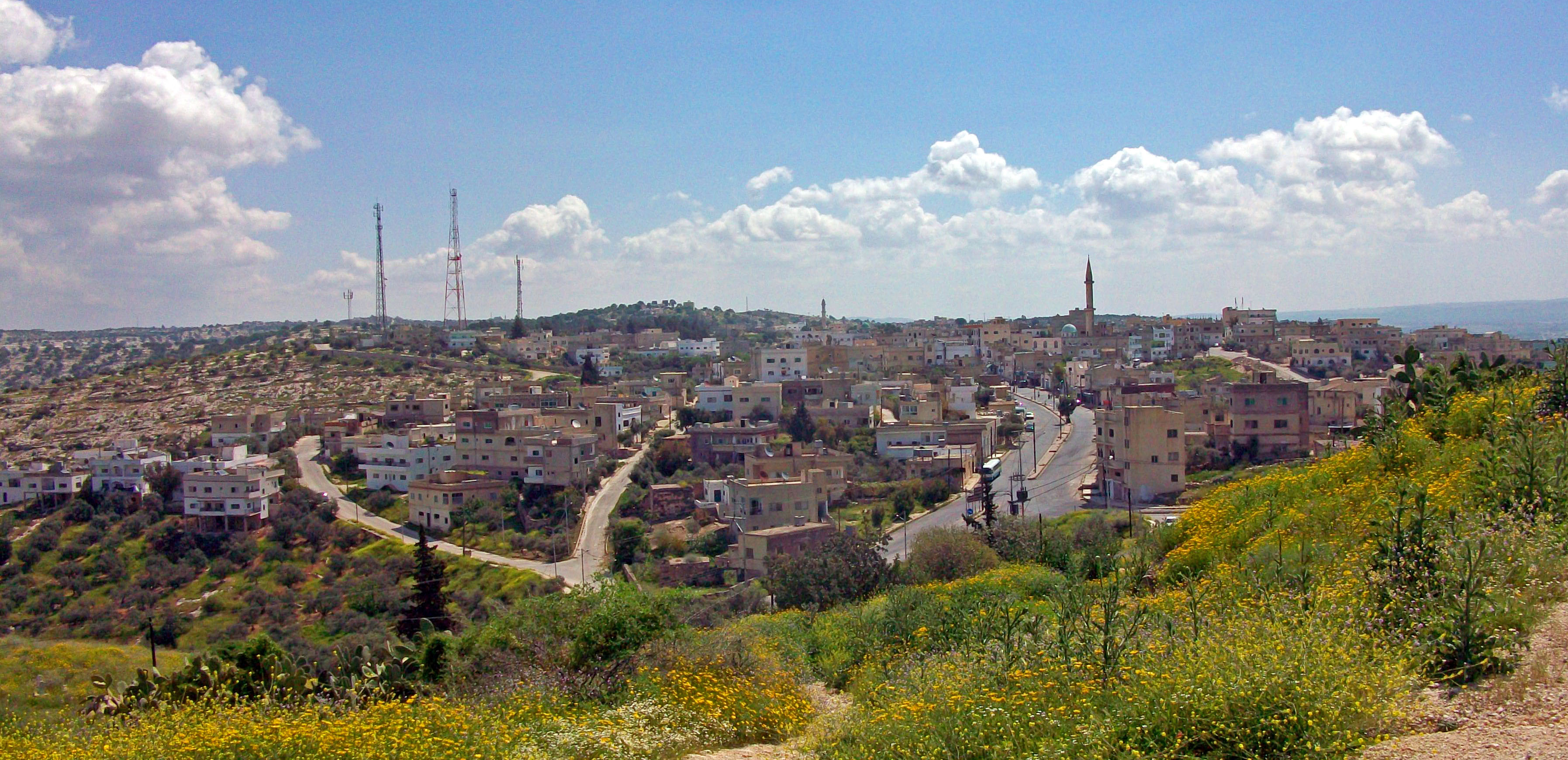
Orașul Umm Qais (Gadara)
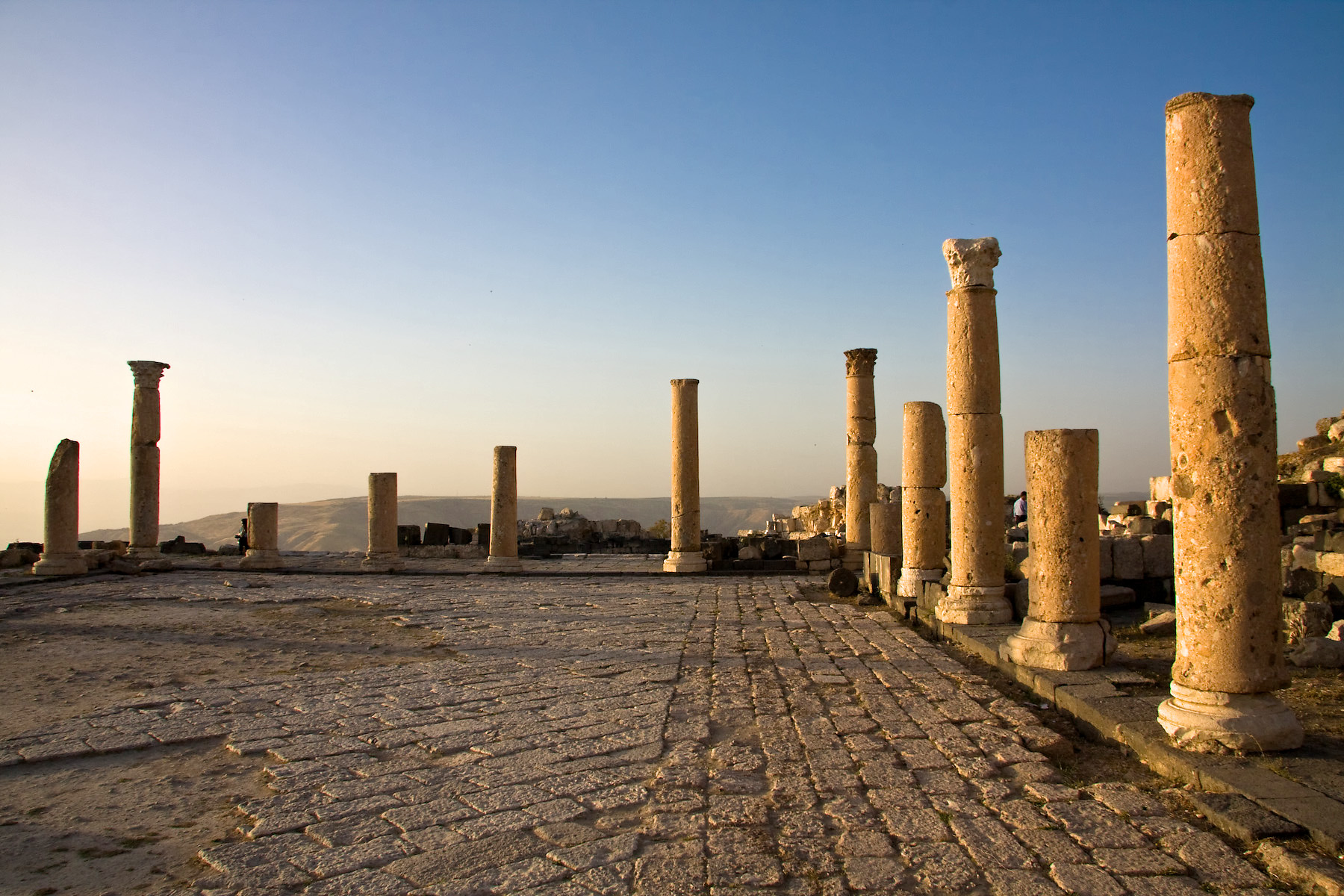
O biserică bizantină din Umm Qais
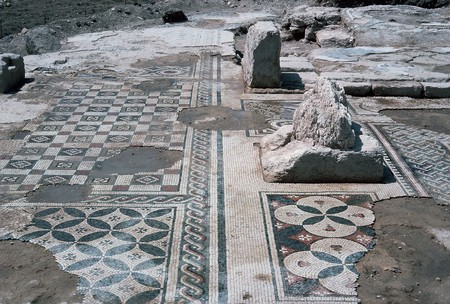
Un sit bizantin în Ar-Ramtha